# Cymatophoropsis expansa
Cymatophoropsis expansa là một loài bướm đêm trong họ Noctuidae.